# Juan Jimeno Montalbán
Juan Jimeno Montalbán (Carmona 1912- Mutxamel 1997) fou un militant anarcosindicalista i lluitador antifranquista espanyol.

## Biografia
Abans de la guerra civil espanyola treballà com a ferroviari i era afiliat al Sindicat Ferroviari de la Confederació Nacional del Treball (CNT) de Madrid. La fi del conflicte l'agafà a Alacant, on el 28 de març de 1939 aconseguí pujar al Stanbrook, un vaixell britànic i arribar a Orà (Algèria). La seva experiència laboral li va permetre de treballar als ferrocarrils algerians, cosa que li va permetre col·laborar en l'evasió de molts companys internats al Camp Morand (Ksar el Boukhari, afores d'Alger) i de les Companyies de Treballadors Estrangers (CTE).
A final de la dècada de 1950 s'instal·là al Marroc. En 1960 fou un dels fundadors a Casablanca de l'Asociación Cultural Armonia, amb José Muñoz Congost i altres companys, de la qual serà el primer president. Arran de la reunificació de la CNT en l'exili i de la formació de l'organisme semiclandestí de lluita antifranquista Defensa Interior (DI) el 1961, va ser nomenat delegat d'aquesta organització i del nucli del Moviment Llibertari Espanyol (MLE) en l'exili al nord d'Àfrica.
El 1965 abandonà el Marroc i s'instal·là a Bèlgica, militant en la Federació Local de la CNT de Lieja. A la mort de Franco en 1975 tornà a la Península i milità en el Sindicat de Jubilats i en el d'Oficis Diversos de CNT d'Alacant fins a la seva mort.